# ألان آشر
ألان آشر (بالإنجليزية: Allan Asher)‏ هو موظف مدني أسترالي، ولد في 16 فبراير 1951 في سيدني في أستراليا.